# Menhir von Puy-de-la-Poix
Der Menhir von Puy-de-la-Poix (auch Pierre Piqué genannt) befindet sich in der Nähe der Quelle Puy de la Poix, dem einzigen Kohlenwasserstoffbrunnen der Auvergne, im Osten von Clermont-Ferrand im Zentrum des Département Puy-de-Dôme in Frankreich.
Der quaderartige Menhir aus kleinkörnigem Granit liegt am Boden. Es ist etwa 2,0 m lang, aber laut Jean-Baptiste Bouillet (1799–1878) war er etwa 2,7 m hoch, bevor seine Spitze abgebrochen ist, als er in einen Zaun eingesetzt wurde. Seine Breite erreicht maximal 1,5 m. Die Basis ist viereckig mit abgerundeten Ecken. Sie hat eine Kerbe.
Knapp 400 m südöstlich steht der Menhir de Sainte-Anne.